# 女川港站
女川港站（日语：／ Onagawakō eki */?）是位於宮城縣牡鹿郡女川町字宮崎，日本國有鐵道（國鐵）石卷線貨物支線的貨運車站（廢站）。

## 歷史
- 1958年（昭和33年）8月11日：女川至此站之間的貨物支線開業，此站啟用。當時只有貨運業務[1]。
- 1974年（昭和49年）10月1日：增設行李起卸業務[1]。
- 1976年（昭和51年）10月1日：結束行李起卸業務[1]。
- 1980年（昭和55年）8月1日：隨著貨物支線廢除，此站也被廢除[1]。

## 車站周邊
- 女川港（日语：女川港）

## 相鄰車站
日本國有鐵道
石卷線（貨物支線）
女川－（貨）女川港

## 注腳
1. 1 2 3 4  石野哲（編）.  初版. JTB. 1998-10-01: 482. ISBN 978-4-533-02980-6 （日语）.

## 相關項目
- 日本鐵路車站列表 O